# 恬妮
恬妮 （1947年—），原名朱隱英，生於上海，籍貫江蘇蘇州。台灣及香港知名女演員。曾當選台灣『毛衣公主』冠軍，1972年到香港加盟邵氏電影公司。代表作有《金瓶雙艷》及《徐老虎與白寡婦》。
於1975年與邵氏同事岳華結婚，婚後基本上退出演藝團。現為是「慈濟人」（慈濟基金會志工）之一。其妹恬妞亦為著名藝人。

## 基本簡介
恬妮原名朱隱英，生於上海，學京戲出身，早年就讀國立復興戲劇學校。她後來進軍影視界， 加盟邵氏，在《金瓶雙艷》中演繹激情戲受到歡迎而改走艷星路線，拍攝大量風月片。
1980年代初期，恬妮全面息影，1990年代初期與丈夫移民加拿大溫哥華，自此潛心向佛。據聞，恬妮管夫甚嚴，老岳華常犯戲癮，卻總被她一番「獅吼」嚇得消去此念。所幸近來恬妮變得開通，允許丈夫出演了台灣電影《候鳥》和新加坡劇集，但她自己卻對復出演戲沒任何興趣了。

## 個人生活
當年岳華恬妮帶著11歲的女兒移民加拿大，現在大部分的朋友都迴流香港，而女兒亦去了美國生活，他亦在太太恬妮同意下返香港拍電視劇，去年他們就在香港停留了整整一年，換言之他是「迴流」了，但他與恬妮都有所保留。 
主要是他們是很有信諾的人，像許多移民一樣，選擇了新生活就不想兩邊走，尤其恬妮，她不是搖風擺柳之人，因此十多年來他們在溫哥華生活得很積極，為社區貢獻良多，是溫哥華的好市民，對華僑有正面的影響，他們擔任義工之餘也為新移民提供協助，甚至為政府拍移民宣傳片，他們是一心一意地融入新生活……雖然岳華的鄉土情濃，但他更尊重承諾，對太太以及入籍加國的諾言。 
問恬妮會在香港買樓嗎？她毫不考慮地說：不了！兩頭家好辛苦，不想有太多牽掛，人也不需要擁有太多，要知足啊！恬妮從前不是這樣子的，無論，外表，心，內在，都跟從前截然不同。昔日的她雖不至於銅臭一身，但也跟一般女星大致相同，喜歡打扮，很努力賺錢，名利心極重，喜歡吃喝，煙酒隨身，如今她打扮像修女，老是直桶深藍布連身衣裙，變化的只是外套，但外套卻是永恆地深色。恬妮不煙不酒不肉，她強調不是戒掉，而是隨心，不想抽煙，不想食肉，所以便不碰它們，如果忽然想飲酒也就飲，一點也不勉強，因為勉強得來的都不好，她認為做任何事都要心甘情願才會好。恬妮不但不反對岳華所做的，而且很尊重他的選擇，例如他喜歡大魚大肉，她為他安排布菜，他愛演戲她支持他，放下「家」在此陪伴他。 
有這樣知情識趣的太太，岳華還有什麼要求？所以他越來越有活力，在電視出現時，許多老友都不敢相信那風度翩翩的男士就是70年代演「大醉俠」的岳華。
2018年10月20日，岳華因病在温哥華離世，享年76歲。

## 參與作品

### 電視劇
- 藍與黑（1964）飾 唐琪
- 風塵淚 (1980) 飾 玄姬 (香港麗的電視)
- 誰殺了大明星（1988）飾 常紅

### 電影
- 1968《红衣俠女》
- 1969《雪娘》
- 1969《我等你回來》
- 1969《蓋世刀王》
- 1969《翠屏山》
- 1969《八仙過海》
- 1970《警告逃妻》
- 1970《春宵花弄月》
- 1970《太太懷孕了》
- 1970《黑旋風》
- 1970《幾度花落時》
- 1970《午夜談判》
- 1970《出賣愛情的人》
- 1970《岳母大人》
- 1970《弱者你的名字是男人》
- 1971《說謊的丈夫》
- 1971《隴上春痕》
- 1971《她怎麼辦？》
- 1971《大漠英雄傳》
- 1971《香港客遊台灣》
- 1971《吉屋招租》
- 1971《尋母十七年》
- 1971《大漢兒女》
- 1971《雙雙對對》
- 1971《怒山驚魂》
- 1971《看你風流不風流》
- 1971《四海一家》
- 1971《今晚不要來》
- 1971《我心碎了》
- 1972《蕩女神偷》
- 1972《唐人客》
- 1972《為你心碎》
- 1972《五虎摧花》
- 1973《怒火》
- 1973《半斤七兩》
- 1973《應召女郎》
- 1973《一樂也》
- 1974《捉鼠記》
- 1974《醜聞》
- 1973《風流韻事》（飾 李瓶兒）
- 1973《夜生活的女人》
- 1974《運財童子小祖宗》
- 1974《啼笑夫妻》
- 1974《阿福正傳》
- 1974《早婚》
- 1974《至尊寶》
- 1974《綽號狀元》
- 1974《水為財》
- 1974《金瓶雙艷》（飾 李瓶兒）
- 1975《十三號凶宅》
- 1975《傾國傾城》
- 1975《港澳傳奇》
- 1975《艷窟神探》
- 1975《鐵漢柔情》
- 1975《無奇不有》
- 1975《降頭》
- 1975《女金剛鬥狂龍女》
- 1975《花飛滿城春》
- 1975《拍案驚奇》
- 1976《天涯明月刀》
- 1976《香港式離婚》
- 1976《鱷潭羣英會》
- 1976《勾魂降頭》
- 1976《洞房艷事》
- 1976《官人我要》
- 1976《香港奇案》
- 1977《天龍八部》
- 1977《日落北京城》
- 1978《小小世界妙妙妙》
- 1978《奔放青春》
- 1980《徐老虎與白寡婦》（飾 白寡婦）
- 1980《邪》
- 1981《屍妖》
- 1982《人皮燈籠》（飾 金娘）
- 1983《楊過與小龍女》（飾 李莫愁）
- 1983《天官賜福》（飾 太后）
- 1984《連體》
- 1985《錯體人》
- 1985《何必有我》
- 1988《第一次約會》
- 1988《飆城》（飾 阿青）
- 1989《我未成年》（飾 陸娟）
- 2009《電影香江》

### 單元劇
- 台灣電視公司國語電視小說《藍與黑》（1970年，與潘琪、孫越、傅碧輝、張冰玉主演，全3集。）
- 台灣電視公司八點檔國語連續劇《谁杀了大明星》（全26集，與刘德凯、马景涛、席曼宁、谢祖武、唐娜主演）

## 外部連結
- 友緣相聚 — 岳華、恬妮 （上集 （页面存档备份，存于）、下集 （页面存档备份，存于））
- 酷6網─恬妮[永久]

1. ↑  .   [2022-01-20]. （原始内容存档于2017-08-03）.
2. ↑  . 華僑日報: 20. 1974-04-28  [2024-10-27].